# Tiksotropia
Tiksotropia (pamięć cieczy) – właściwość niektórych rodzajów płynów, w których występuje zależność lepkości od czasu działania sił ścinających, które na ten płyn działały. Na przykład niektóre płyny tiksotropowe mogą stać się przez pewien czas mniej lepkie, gdy podda się je intensywnemu mieszaniu. Płyny takie po pewnym czasie (spoczynku) od momentu mieszania ponownie „zastygają”, tzn. zwiększają swoją lepkość do normalnej wartości. Możliwe jest jednak także odwrotne zjawisko, tzn. płynem tiksotropowym jest także taka substancja, która czasowo zwiększa swoją lepkość na skutek mieszania. Tiksotropia jest więc procesem odwracalnym; do zniszczenia struktury tiksotropowej płynu wymagane jest dostarczenie energii.
Płyny tiksotropowe są jednym z rodzajów płynów nienewtonowskich. Czasami mylnie się uważa, że wszystkie płyny nienewtonowskie, których lepkość maleje na skutek np. mieszania, są tiksotropowe. Płyny takie nazywa się jednak ogólnie płynami rozrzedzanymi ścinaniem i, dopiero gdy efekt „rozrzedzania” utrzymuje się po ustaniu działania siły ścinającej (czyli np. po zaprzestaniu mieszania lub tłoczenia) można mówić o zjawisku tiksotropii. Płyn wykazujący własności tiksotropowe zachowuje się zatem tak, jakby przez pewien czas „pamiętał” co się z nim niedawno działo.
Zjawisko tiksotropii ma różne przyczyny na poziomie molekularnym. Mogą to być m.in.:
- przejścia z żelu w zol na skutek działania sił ścinających
- zmiany kształtu i charakteru drobin tworzących mieszaninę – np. rozbicie mechaniczne micel tworzących emulsję
- porządkowanie się cząsteczek wzdłuż kierunku działania sił ścinających – występujące w stopach i roztworach polimerów.

Zjawisko to wykorzystywane jest m.in. przy budowie ścian szczelinowych, produkcji i stosowaniu farb emulsyjnych, niektórych farb drukowych oraz w technologii płuczek wiertniczych. Farby tiksotropowe – odpowiednio stosowane – nie kapią, co jest szczególnie przydatne przy malowaniu sufitów. Często jednak tzw. farby tiksotropowe są w istocie raczej płynami rozrzedzanymi ścinaniem bez żadnej „pamięci”, niż faktycznie tiksotropowymi. Efekt pamięci w farbie rozrzedzanej ścinaniem jest często wręcz problemem, a nie zaletą. Farba z „pamięcią” nie zastygałaby bowiem na pędzlu i na skutek efektu tiksotropowego kapałaby bardziej niż farba bez „pamięci”, a za to w prosty sposób rozrzedzana ścinaniem.
U podstaw tiksotropii leży skomplikowana budowa molekularna substancji jej ulegających, bazująca na silnych elektrycznych oddziaływaniach międzycząsteczkowych. Dlatego też, tak jak tiksotropię wywołuje stres mechaniczny, podobne do tiksotropii zjawisko gwałtownych zmian lepkości może wywołać stres elektryczny, jak np. nagły przepływ ładunków lub stres elektromagnetyczny powodujący migrację ładunków.
Tiksotropia jest własnością kurzawki właściwej – gruntów o kondensacyjno-koagulacyjnych wiązaniach strukturalnych. W gruntoznawstwie jest zjawiskiem uznawanym za szkodliwe i ma miejsce szczególnie w przypadku iłów. Występuje ono często w sąsiedztwie wytwarzających wibracje maszyn (np. przenośników taśmowych) lub w miejscach o dużych zmianach obciążenia gruntu (np. nagły wjazd ciężkiego pojazdu na podporę mostu, wbijanie pali w podłoże), powodując często ich zapadanie się.